# Solaris (banda)
Solaris es un grupo de rock progresivo húngaro creado en 1980 en Budapest. Considerado un «grupo de culto», gracias a un primer álbum célebre aunque muy raro, permaneció rodeado de un aura de misterio durante años, antes de que fuera invitado a participar en el festival Progfest de noviembre de 1995 en California.

## Historia
La historia de la formación comenzó en 1980 cuando tres estudiantes de Budapest, Attila Kollár, István Cziglán y Róbert Erdész, decidieron crear un grupo inspirado en el rock progresivo, a pesar de la censura estatal, y en la literatura fantástica. El nombre proviene de la novela de ciencia ficción Solaris, del escritor polaco Stanisław Lem. La formación se asentó con la incorporación de Tamás Pócs al bajo y de László Gömör a la batería, y comenzó a actuar en los escenarios, en particular en la Universidad Semmelweis. El grupo dejó una fuerte impresión en un concierto en Budai Parkszínpad, y se le ofreció la posibilidad de grabar su primer sencillo, titulado Solaris, y luego un segundo en 1981, con las piezas Eden y Ellenpont. Igualmente, hizo grabaciones para la radio nacional.
A pesar de la falta de apoyo de la única discográfica estatal, Start — los responsables prefirieron consagrarse a un estilo considerado más prometedor, el disco — Solaris grabó en 1983 su primer álbum, Marsbéli Krónikák, inspirado en las Crónicas marcianas de Ray Bradbury. Las composiciones del álbum son esencialmente instrumentales: algunos ritmos evocan bailes eslavos y el conjunto presenta un aire optimista. Se publicaron 38 000 ejemplares, pero, a pesar de este éxito, la discográfica rechazó ayudar al grupo a realizar un nuevo disco. Solaris suspendió sus actividades, pero sus miembros se volvieron a integrar en una formación más orientada al pop, Napoleon Boulevard, que llegó a vender más de un millón de discos en tres años. Este éxito hizo que la discográfica volviera a contactar con los miembros del grupo, que pudieron grabar Solaris 1990, incorporando grabaciones anteriormente rechazadas. El álbum se asemeja a una mezcla de composiciones solistas más que a una auténtica obra colectiva. Napoleon Boulevard se separó y los miembros de Solaris se dispersaron.
El grupo se volvía a reunir de forma esporádica coincidiendo con algunos conciertos, pero fue sobre todo en 1995 cuando volvió a despegar con la invitación de Greg Walker al Progfest de Los Ángeles, en calidad de cabeza de lista. Solaris retomó, en un orden diferente, todas las canciones de Marsbéli Krónikák junto con numerosos títulos de 1990 y publicó un álbum doble en vivo, Live in Los Angeles. Esta actuación le permitió salir de un relativo anonimato en Occidente, incluso después de la caída del bloque soviético, aunque de todas formas ya disfrutaba de una sólida reputación entre algunos melómanos, particularmente en Japón en 1989 con la salida de una edición limitada en CD de Marsbéli Krónikák.
En 1996, el grupo dispuso de su propio estudio de producción. Publicó Nostradamus: Próféciák könyve en 1999, con una tonalidad más pesimista y angustiosa, en que abandonaba los pasajes oníricos de Marsbéli Krónikák en provecho de ritmos más pesados. István Cziglán falleció en 1998 tras una larga enfermedad.

## Formación

### Miembros actuales
- Attila Kollár (flauta)
- Róbert Erdész (teclado)
- László Gömör (batería)
- Csaba Bogdán (guitarra)
- Gábor Kisszabó (bajo)

### Antiguos miembros
- István Cziglán (guitarras eléctrica y acústica, sintetizador, percusión)
- Tamás Pócs (bajo)
- Seres Attila (bajo)
- Ferenc Raus (batería)
- Tóth Vilmos (batería)

## Álbumes
- 1984 : Marsbéli Krónikák (Martian Chronicles)
- 1990 : Solaris 1990
- 1996 : Live In Los Angeles
- 1999 : Nostradamus : Próféciák könyve (Nostradamus Book Of Prophecies)
- 2000 : Solaris archív 1. - Back to the roots...
- 2005 : Solaris archív 2. - NOAB
- 2014 : Marsbéli Krónikák II (Martian Chronicles II)